# Chaetoclusia quadrivittata
Chaetoclusia quadrivittata är en tvåvingeart som beskrevs av Axel Leonard Melander och Argo 1924. Chaetoclusia quadrivittata ingår i släktet Chaetoclusia och familjen träflugor.
Artens utbredningsområde är Costa Rica. Inga underarter finns listade i Catalogue of Life.